# Miguel Ángel De Marco
Miguel Ángel De Marco (Rosario, Santa Fe, 1 de diciembre de 1939) es un historiador argentino especializado en la historia política y militar de su país en el siglo XIX, además de marino retirado de la Armada Argentina.

## Trayectoria
Doctor en Historia, es autor de numerosos libros y trabajos sobre historia política, militar y naval argentina del siglo XIX.
Es académico de número de la Academia Nacional de la Historia de la República Argentina, fue presidente de la misma durante tres períodos; es también miembro de número de la Academia Sanmartiniana, Instituto Nacional Sanmartiniano, de la Academia del Mar y correspondiente de la Real Academia de la Historia de España, de la Real Academia Hispanoamericana de Cádiz, de la Academia Portuguesa da Historia, de la Academia de Marinha de Portugal y de casi todas las academias nacionales de Iberoamérica. Fue director de departamento de Historia y del Instituto de Historia Argentina y Americana en la Universidad Católica Argentina, además de catedrático en esa casa de estudios y en la Universidad del Salvador, de la que ahora es profesor emérito en el Doctorado en Historia.
Posee numerosas condecoraciones civiles y militares nacionales y extranjeras, y colabora asiduamente en diversas revistas y diarios del país y del exterior. Ha sido también, durante más de treinta años, redactor y jefe de editoriales de La Capital, de Rosario, diario liberal, decano de la prensa nacional. En ese matutino, en La Nación y en otros medios de la República, publicó centenares de artículos dedicados a difundir episodios olvidados o poco conocidos del pasado argentino.

## Distinciones y condecoraciones
En 2014 recibió el Premio Konex - Diploma al Mérito a las Letras Argentina en la disciplina "Historia".
El 26 de octubre de 2017 fue distinguido con la jerarquía honorífica de Comodoro de Marina por el subjefe de la Armada Argentina, vicealmirante Miguel Ángel Máscolo.
El 29 de octubre de 2018 recibió la Mención de Honor General José de San Martín, otorgada por el Honorable Senado de la Nación. Concedida antes, “post mortem” al doctor René Favaloro.
El 4 de diciembre de 2019 la Escuela Superior de Guerra "Luis María Campos lo distinguió como Oficial de Estado Mayor honoris causa del Ejército Argentino por su labor como historiador militar.
El 2 de marzo de 2021 fue designado oficial de Estado Mayor honoris causa de la Armada Argentina.

## Obras
En sus libros se conjugan la investigación profunda y la cualidad de exponer con lenguaje atrayente temas áridos y difíciles.
Entre sus múltiples trabajos dedicados a evocar aspectos del pasado argentino se pueden mencionar:
- Orígenes de la prensa en Rosario (Colmegna, 1969)
- La Armada Española en el Plata, 1845-1900 (Universidad Católica Argentina, 1981), que estudia la actuación de ese país a lo largo del período de la Organización Nacional de las repúblicas del Plata. Premio Consagratorio Doce de Octubre, que cada año otorga la Armada Española al mejor libro acerca de su Historia.
- Historia de Santa Fe (Librería APIS, 1992)
- Nicasio Oroño, un transformador en tiempos de la Organización Nacional (Inst. de Historia Política Argentina, 1994)
- Rosario, desde sus orígenes hasta nuestros días (Librería APIS, 1994)
- José María de Salazar y la marina contrarrevolucionaria en el Plata (Inst. de Historia Política Argentina, 1996), en el que demuestra que la presencia del Apostadero Naval de Montevideo retrasó por cuatro años en movimiento independentista en la Banda Oriental. Premio del Mar, que cada año otorga la Armada Española al mejor libro acerca de su Historia.
- La patria, los hombres y el coraje (Planeta, 1998)
- La batalla por el puerto de Rosario (Ciudad Argentina, 1999)
- Patricios de Buenos Aires: Historia Del Regimiento 1 de Infantería (Edivern, 2000), con Isidoro J. Ruiz Moreno.
- Corsarios argentinos. Héroes del mar en la Independencia y la guerra del Brasil (Planeta, 2002)
- Soldados y poetas. Historias que hicieron la historia argentina (Emecé, 2002)
- Corresponsales en acción (Librería Histórica, 2003)
- Bartolomé Mitre, en el que se narra una extensa y completa biografía del personaje histórico. (Emecé, 2004)
- Historia del periodismo argentino (Universidad Católica Argentina, 2006)
- La Guerra del Paraguay (Emecé, 2007), que reseña principalmente la formación y desempeño del Ejército Argentino durante la Guerra de la Triple Alianza.
- La historia contemplada desde el Río: presencia naval española en el Plata, 1776-1900 (Universidad Católica Argentina, 2007)
- La guerra de la frontera: Luchas entre indios y blancos, 1536-1917 (Emecé, 2010)
- Belgrano: Artifice de la Nación, soldado de la libertad (Emecé, 2012)
- San Martín: General victorioso, padre de Naciones (Emecé, 2013)
- Güemes: Padre de los gauchos, mártir de la Emancipación (Emecé, 2014)
- Alem: caudillo popular, profeta de la República (Emecé, 2015)
- Sarmiento: Maestro de América, constructor de la Nación (Emecé, 2016)
- Pellegrini: Piloto de tormentas, impulsor del desarrollo nacional (Emecé, 2017)
- Bouchard: Halcón de los mares, Corsario de la libertad. (Emecé, 2018)
- Quiroga. Caudillo federal, guerrero indómito. (Emecé, 2020)[6]
- Brown: primer almirante de los argentinos. (Emecé, 2021)
- Manuelita. (Emecé, 2023)

También ha colaborado en publicaciones de la Academia Nacional de la Historia y en la revista Todo es Historia.